# Linéation

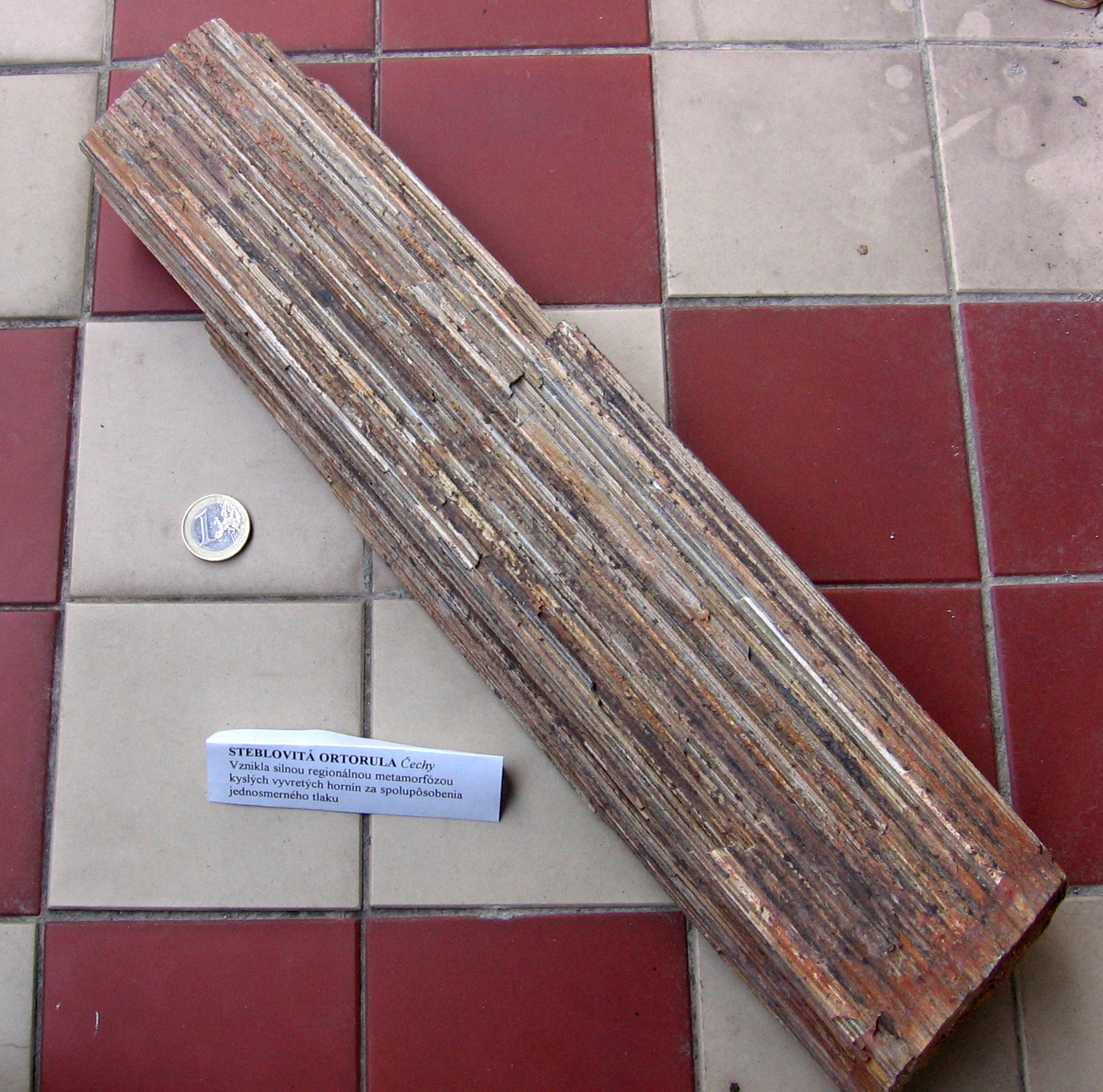
Orthogneiss présentant des linéations.

En géologie structurale, une linéation est une structure linéaire apparaissant au sein d'une roche soumise à une déformation en regime de contraintes anisotropes. Les types de linéations les plus communs sont les linéations d'intersection (par exemple, entre deux plans de schistosité ou un plan de schistosité et le plan de stratification), les linéations minérales (minéraux orientés durant les cristallisations métamorphiques) et les linéations d'étirement (ou d'allongement). On peut également observer des linéations dues à des microplissements de la roche.